# Helge Modén
Arvid Helge Modén, född 24 maj 1904 i Dalby församling, Värmlands län, död 20 juli 1967 i Bromma församling, Stockholm, var en svensk meteorolog.
Efter studentexamen i Karlstad blev Modén filosofie kandidat vid Uppsala universitet 1928, statsmeteorolog vid SMHI 1945 och förste statsmeteorolog 1964. Han vidareutvecklade den av Nils Ekholm införda metoden för beräkning av medeltemperatur, vilken benämns Ekholm-Modéns formel. Modén skrev en rad artiklar i SMHI:s publikationsserier.
Han gifte sig 1946 med Barbro Lindqvist (1915–2004), dotter till fabrikören Harald Lindqvist och Ingeborg Lindström. De fick barnen Inga (född 1947) och Per (född 1949).